# Hydroptila angulifera
Hydroptila angulifera är en nattsländeart som beskrevs av Kumanski 1974. Hydroptila angulifera ingår i släktet Hydroptila och familjen smånattsländor. Inga underarter finns listade i Catalogue of Life.